# Jarwal
Jarwal là một thị xã và là một nagar panchayat của quận Bahraich thuộc bang Uttar Pradesh, Ấn Độ.

## Địa lý
Jarwal có vị trí 27°10′B 81°33′Đ / 27,17°B 81,55°Đ Nó có độ cao trung bình là 117 mét (383 feet).

## Nhân khẩu
Theo điều tra dân số năm 2001 của Ấn Độ, Jarwal có dân số 15.777 người. Phái nam chiếm 53% tổng số dân và phái nữ chiếm 47%. Jarwal có tỷ lệ 34% biết đọc biết viết, thấp hơn tỷ lệ trung bình toàn quốc là 59,5%: tỷ lệ cho phái nam là 42%, và tỷ lệ cho phái nữ là 26%. Tại Jarwal, 22% dân số nhỏ hơn 6 tuổi.